# ميثاق ماساشوستس
كان ميثاق ماساشوستس (بالإنجليزية: Massachusetts Charter)‏ لعام 1691 ميثاقًا أنشأ مقاطعة خليج ماساتشوستس رسميًا. حدد الميثاق الصادر عن حكومة ويليام الثالث وماري الثانية، من غزاة مملكة إنجلترا، حكومة المستعمرة، حيث استخلصت أراضيها من تلك التي كانت تنتمي سابقًا إلى مستعمرة خليج ماساشوستس ومستعمرة بليموث وأجزاء من مقاطعة نيويورك. شملت الادعاءات الإقليمية المجسدة في الميثاق أيضًا كل من ولاية مين الحالية، والتي طالبت بها مستعمرة خليج ماساشوستس، ونيو برونزويك ونوفا سكوشا.